# Ле Бель, Жозеф Ашиль
Жозеф Ашиль Ле Бель (фр. Joseph Achille Le Bel; 21 января 1847, Пешельбронн, Эльзас — 6 августа 1930, Париж) — французский химик, один из основоположников стереохимии.
Член Французской академии наук (1929), иностранный член Лондонского королевского общества (1911)

## Биография
В 1867 году окончил Высшую политехническую школу. Работал у Ш. А. Вюрца в Париже.

## Основные работы
Изучал свойственные органическим соединениям явления оптической активности (см. Изомерия). В 1874 году одновременно с Якобом Вант-Гоффом, но независимо от него, предложил для их объяснения теорию асимметрического атома углерода. Выделил некоторые оптически активные спирты (1878—81); получил первое оптически активное несимметричное аммониевое соединение (1891).